# Georges Grignard
Auguste Georges Paul Grignard, francoski dirkač Formule 1, * 25. julij 1905, Villeneuve-Saint-Georges, Francija, † 7. december 1977, Port-Marly, Francija.
V svoji karieri je nastopil le na zadnji dirki sezone 1951 za Veliko nagrado Španije, kjer je z dirkalnikom Talbot-Lago T26C-DA odstopil v triindvajsetem krogu zaradi odpovedi motorja. Je pa v sezoni 1950 zmagal na neprvenstveni dirki za Veliko nagrado Pariza. Umrl je leta 1977.

## Popolni rezultati Formule 1
(legenda) (odebeljene dirke pomenijo najboljši štartni položaj, poševne pa najhitrejši krog, †-uvrščen kljub odstopu)
| Leto | Moštvo           | Šasija              | Motor  | 1   | 2   | 3   | 4   | 5  | 6   | 7   | 8       | Prv | Toč |
| ---- | ---------------- | ------------------- | ------ | --- | --- | --- | --- | -- | --- | --- | ------- | --- | --- |
| 1951 | Georges Grignard | Talbot-Lago T26C-DA | Talbot | ŠVI | 500 | BEL | FRA | VB | NEM | ITA | ŠPA Ret | -   | 0   |